# Portada/article febrer 19

## Primat
Els primats (Primates) són un ordre de mamífers que comprèn els lèmurs, els ai-ais, els lorísids, els gàlags, els tarsers, els micos i els simis, amb els humans inclosos en aquesta última categoria. Tret dels humans, que avui en dia habiten a tots els continents de la Terra, la majoria de primats viuen a les regions tropicals o subtropicals de les Amèriques, Àfrica i Àsia. La mida dels primats va des dels 30 grams del lèmur ratolí pigmeu fins als 200 quilograms del goril·la de muntanya. Segons les proves fòssils, els avantpassats primitius dels primats podrien haver existit a finals del període Cretaci fa uns 65 milions d'anys i el primatoide més antic conegut és Plesiadapis, del Paleocè superior (fa aprox. 58-55 milions d'anys).